# Gromkaja svjaz
Gromkaja svjaz (russisk: Громкая связь) er en russisk spillefilm fra 2019 af Aleksej Nuzjnyj.

## Medvirkende
- Kamil Larin som Lev
- Marija Mironova som Eva
- Rostislav Khait som Boris
- Irina Gorbatjeva som Alina
- Leonid Barats som Vadim